# Clas Theodor Odhner
 (février 2023).
Clas Jonas Theodor Odhner (17 juin 1836 à Alingsås, Suède - 11 juin 1904 à Stockholm, Suède) est un historien suédois et directeur des Archives nationales suédoises (Riksarkivet).

## Biographie
Fils d'un ecclésiastique, sa mère est une sœur de Nils Ericson (en) et de John Ericsson. Odhner va à l'école à Skara et s'inscrit à l'Université d'Uppsala en 1851, obtient le diplôme de filosofie magister et devient professeur d'histoire en 1860. Il enseigne à l'Université de Lund à partir de 1865, comme professeur d'histoire de 1870 à 1887, date à laquelle il est nommé riksarkivarie, directeur des Archives nationales, poste qu'il occupe jusqu'en 1901. Odhner est membre de la deuxième chambre du Riksdag de 1894 à 1897. Il est élu membre de l'Académie suédoise en 1885 et est membre de plusieurs autres sociétés savantes.
Odhner est un écrivain productif et les manuels scolaires dont il est l'auteur sont reconnus. Il est le principal moteur de l'introduction de la nouvelle organisation des archives pour les agences gouvernementales avec un certain nombre d'archives provinciales (landsarkiv), dans une certaine mesure subordonnées aux Archives nationales.
Il est le père du zoologiste et explorateur Teodor Odhner (en). L'ingénieur Willgodt Theophil Odhner (en) est le fils de son cousin germain.